# Wolf Rosenberg
Wolf Rosenberg (* 17. Januar 1915 in Dresden; † 18. Januar 1996 in Frankfurt am Main) war ein deutscher Musikkritiker und Komponist. Über seine Veröffentlichungen in Büchern und Zeitschriften hinaus war er vor allem durch Radiosendungen im Bayerischen Rundfunk, Hessischen Rundfunk und Südwestfunk bekannt.

## Leben
Wolf Rosenberg wuchs als Sohn eines jüdischen Hutfabrikanten zunächst in Dresden auf. Nach dem Tod beider Eltern nahm ihn 1925 sein Großvater in Berlin auf. Der Großvater förderte seine musikalische Begabung und ermöglichte ihm Unterricht in Klavier, Violoncello und Klarinette. Früh interessierte Rosenberg sich insbesondere für die Oper. Ab 1932 besuchte er die reformpädagogische Odenwaldschule in Heppenheim, wo er eine lebenslang anhaltende Freundschaft mit Wolfgang Hildesheimer schloss. 1934–36 studierte er Philosophie, Geschichte und Kunstgeschichte in Bologna und Florenz, anschließend in Jerusalem Komposition bei Stefan Wolpe. 1939 vermittelte die Begegnung mit dem als Gastdirigent in Palästina weilenden Hermann Scherchen ihm wichtige Impulse. Nach dem Besuch von Dirigierkursen bei Scherchen in der Schweiz setzte er seine Ausbildung beim Dirigenten Michael Taube in Tel Aviv fort und lehrte selbst Komposition und musikalische Analyse in Jerusalem.
Da Rosenberg sich mit dem Zionismus nicht identifizierte, verließ er nach Ende des Zweiten Weltkriegs Palästina. Nach Zwischenaufenthalten in Britisch-Zypern und Zürich kehrte er, unterstützt durch die Tänzerin Jo Mihaly, 1948 nach Deutschland zurück und ließ sich zunächst in München, dann in Frankfurt nieder. Nach Tätigkeiten als Pianist, Kulturfunktionär im Umfeld der Kommunistischen Partei Deutschlands und Autor von Schulfunksendungen für Radio Frankfurt folgte er 1950 einem Ruf an die Hochschule für Musik in Ost-Berlin, wo er Klavier und Musiktheorie unterrichtete. Dem Verdacht zionistischer Agententätigkeit ausgesetzt, flüchtete er ein Jahr später nach West-Berlin und kehrte in die Bundesrepublik Deutschland zurück, wo er zunächst bei Wolfgang Hildesheimer in Ambach am Starnberger See Unterkunft fand. Ab 1954 lebte Rosenberg in München, nach 1970 in Frankfurt am Main. Neben seiner Tätigkeit für Presse und Rundfunk hielt er Gastvorlesungen und Seminare in Deutschland, den USA und den Niederlanden, insbesondere über elektronische Musik.
Wolf Rosenberg war seit 1968 mit der Kulturmanagerin Pamela Rosenberg verheiratet, mit der er zwei Söhne hatte.

## Wirken
In seiner Tätigkeit als Musikkritiker beschäftigte Wolf Rosenberg sich schwerpunktmäßig mit Fragen einer werkgerechten Musikinterpretation (insbesondere in Anlehnung an Ideen Arnold Schönbergs) sowie der Gesangskultur. Seine Kritik an Starkult und Kommerzialisierung des Musikbetriebs, einem „fehlgeleiteten Publikumsgeschmack“ und „unkritischer Musikkritik“ trug er häufig mit Ironie und Sarkasmus vor. Sein 1968 erschienenes Buch Die Krise der Gesangskunst fand in Fachkreisen starke Resonanz, ein Auszug daraus wurde im Nachrichtenmagazin Der Spiegel abgedruckt. Vor allem seine Sendereihe Aus dem Musikarchiv im Südwestfunk Baden-Baden, die historische Aufnahmen aus der Zeit der Schellack- und frühen Langspielplatte vorstellte, erreichte von 1972 bis 1992 eine Stammhörerschaft, die ihr heute noch den Status einer „Kultsendung“ zuschreibt. Als wissenschaftlicher Publizist widmete Rosenberg sich insbesondere den Komponisten Richard Wagner, Gustav Mahler und Jacques Offenbach. Er war Herausgeber einer deutschen Übersetzung der Memoiren von Hector Berlioz.
Rosenbergs schmales kompositorisches Œuvre umfasst vor allem elektronische Werke und Kammermusik. Zwei seiner drei Streichquartette waren Auftragsarbeiten für das LaSalle-Quartett, das eines davon für Deutsche Grammophon einspielte.